# Nationaal park Nxai Pan
Het Nationaal park Nxai Pan is een nationaal park in het noordoosten van Botswana. Het park ligt rondom Nxai Pan, een van de zoutvlaktes die onderdeel vormt van de Makgadikgadizoutvlaktes. Het park ligt net ten noorden van de hoofdweg tussen Maun en Nata en sluit in het zuiden aan op het Nationaal park Makgadikgadi Pans. De zoutvlakte zelf is een uitgedroogd meer van ongeveer 40 km². Het park is onderdeel van het Kavango-Zambezi Transfrontier Conservation Area.
Het is de locatie van een cluster van duizenden jaren oude baobabbomen, die hun naam te danken hebben aan Thomas Baines, die ze voor het eerst beschreef voor de westerse plantkunde. Baines' baobabs, zoals ze vandaag de dag bekend staan, zijn een toeristische bezienswaardigheid.

## Nxai Pan
Nxai Pan is een grote zoutpan die onderdeel is van de grotere Makgadikgadizoutvlaktes in het noordoosten van Botswana. Het ligt aan de oude Pandamatenga Trail, die tot de jaren 1960 werd gebruikt voor veedrijven. Het gebied is bezaaid met paraplu-acacacia's en lijkt op de Serengeti in Tanzania. De Nxai Pan werd toegevoegd aan het National Park System om het Nationaal park Makgadikgadi Pans uit te breiden en zo een groter aaneengesloten gebied van natuurlijke bescherming te bieden.
De 'x' staat voor een palataal klikgeluid. Klikgeluiden zijn typisch voor de Khoisantalen en sommige zuidelijke Bantoetalen.
In het regenseizoen tussen december en april groeien er grassen op de zoutvlakte, waar duizenden zebra's en gestreepte gnoes op af komen, samen met kleinere aantallen gemsbokken, elandantilopen en Kaaps hartenbeesten.

## Fauna
Het nationaal park Nxai Pan is het leefgebied van de savanneolifant, angolagiraffe, burchellzebra, gestreepte gnoe, leeuw, jachtluipaard, grote koedoe, gemsbok, springbok, impala, kaaps hartenbeest, struisvogel, Afrikaanse wilde hond, zadeljakhals, hyena, grootoorvos, aardwolf en honingdas.

## Galerij

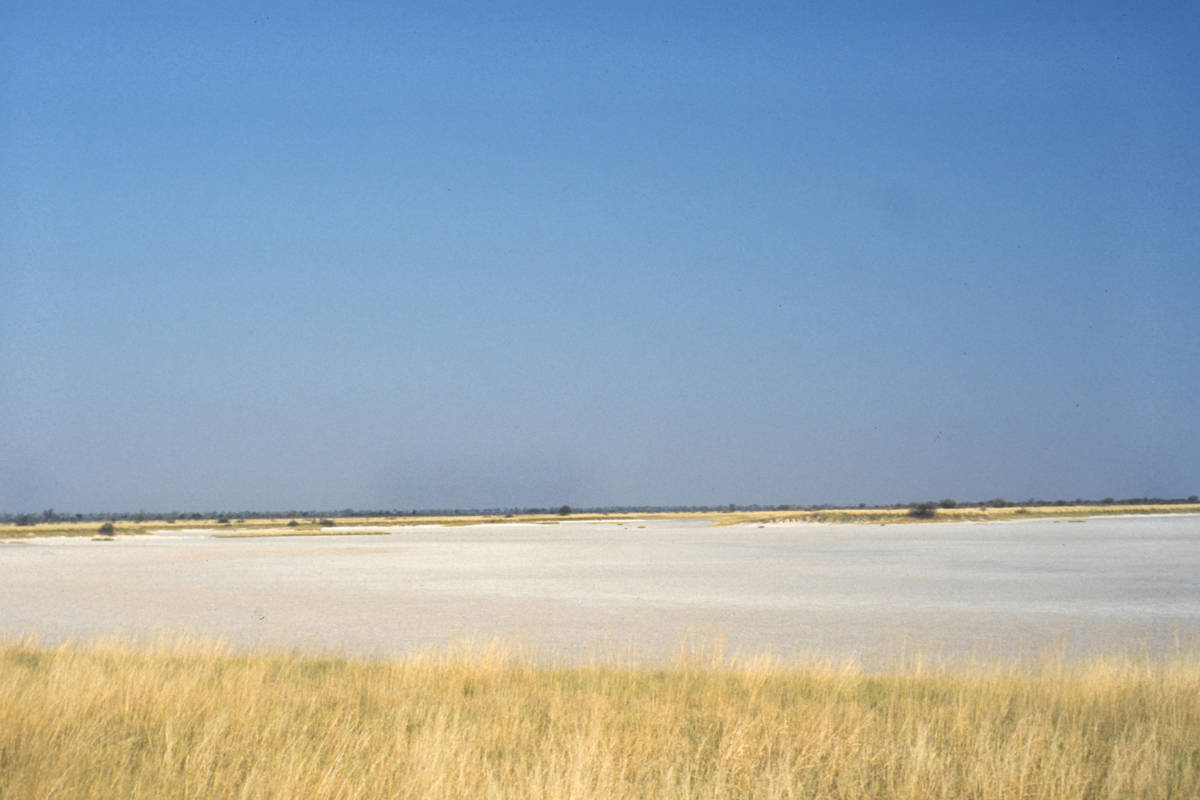
De Nxai Pan
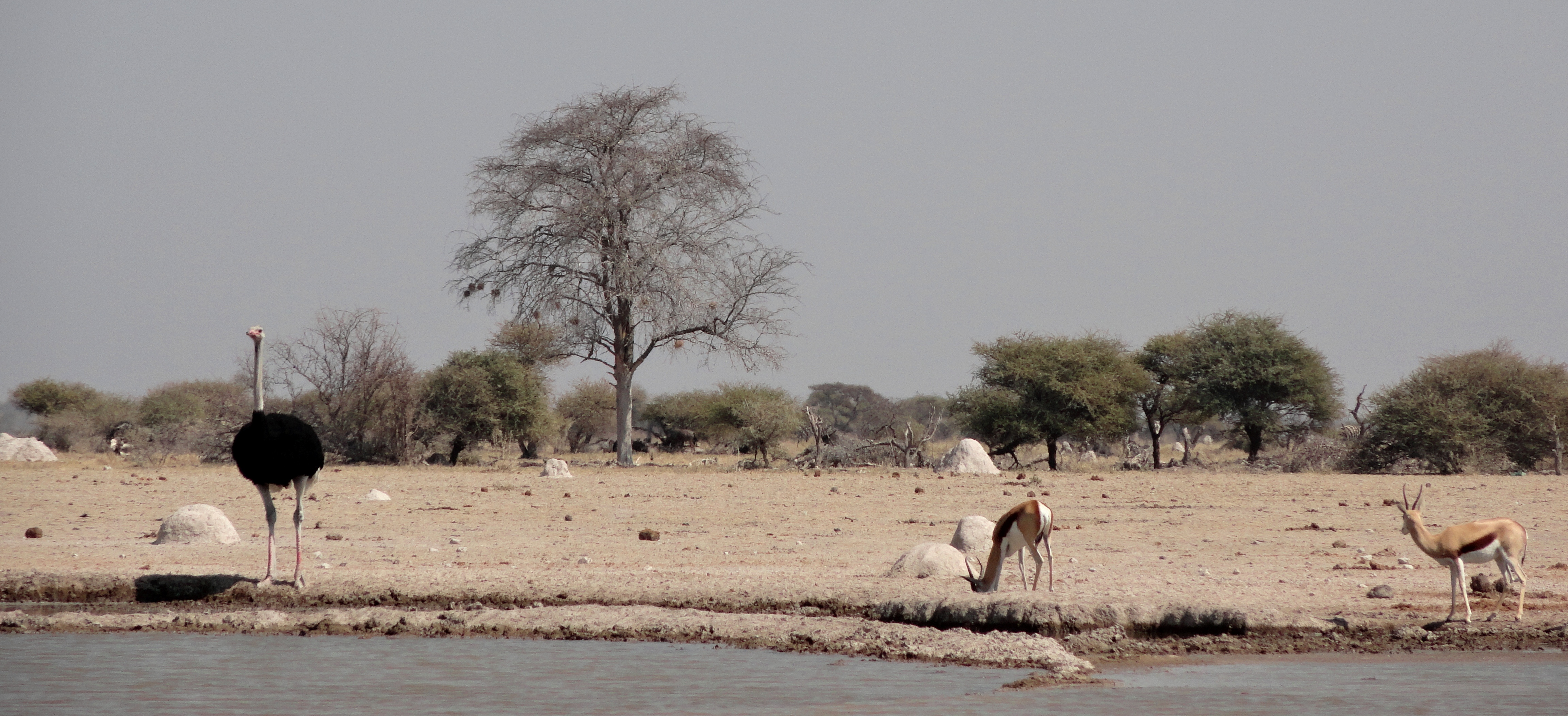
Struisvogel en springbok bij een drinkplaats
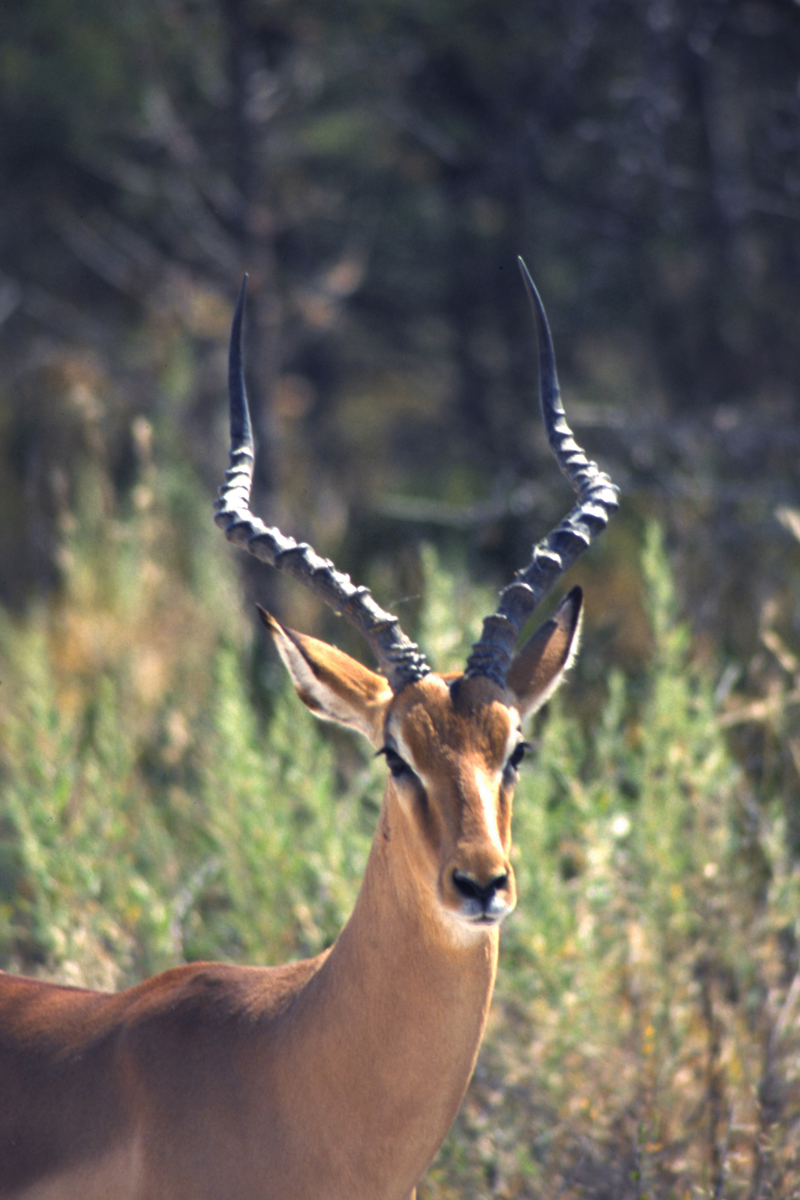
Een impala in het park
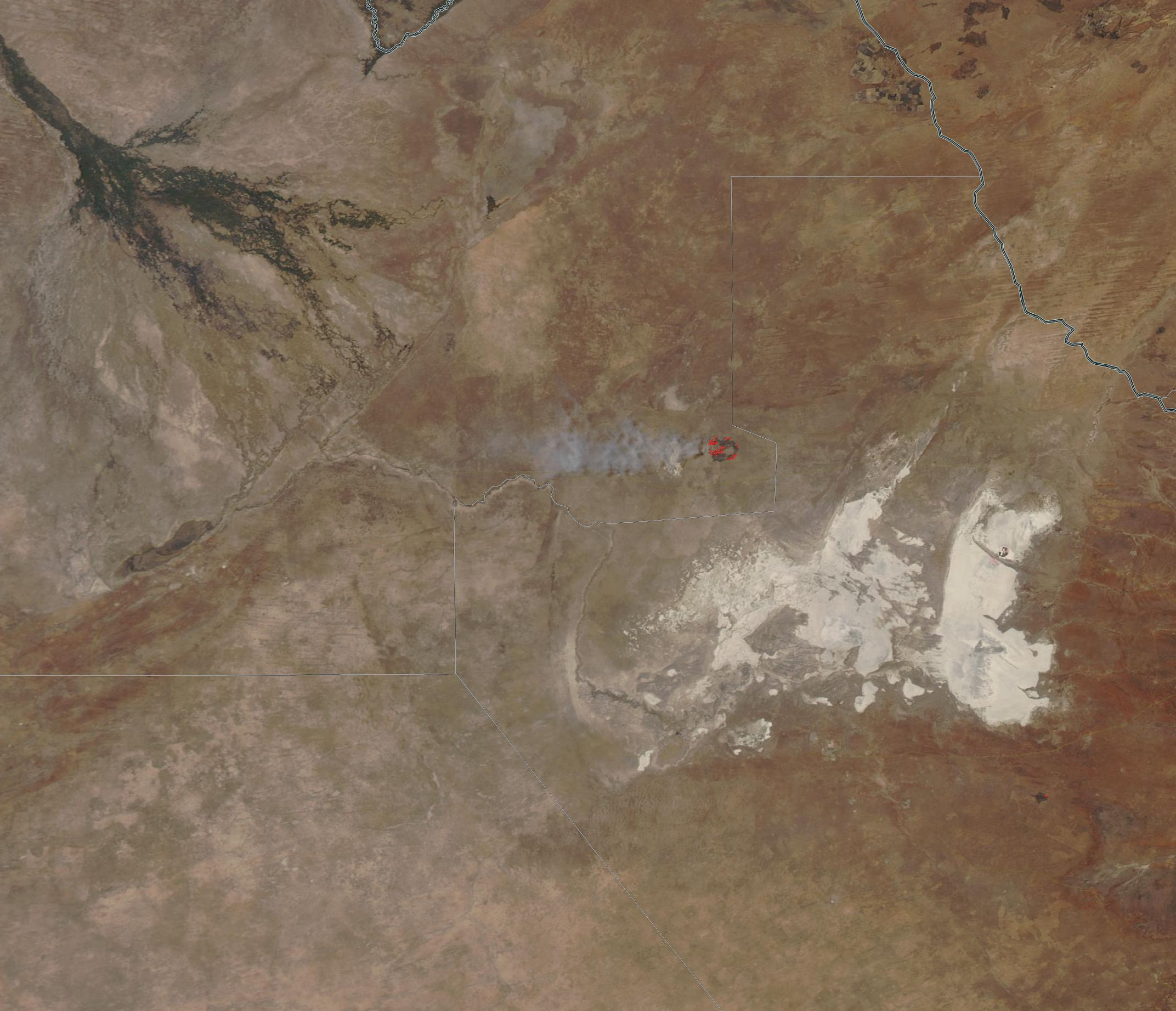
Satellietfoto van het gebied, met in het midden een brand in 2019
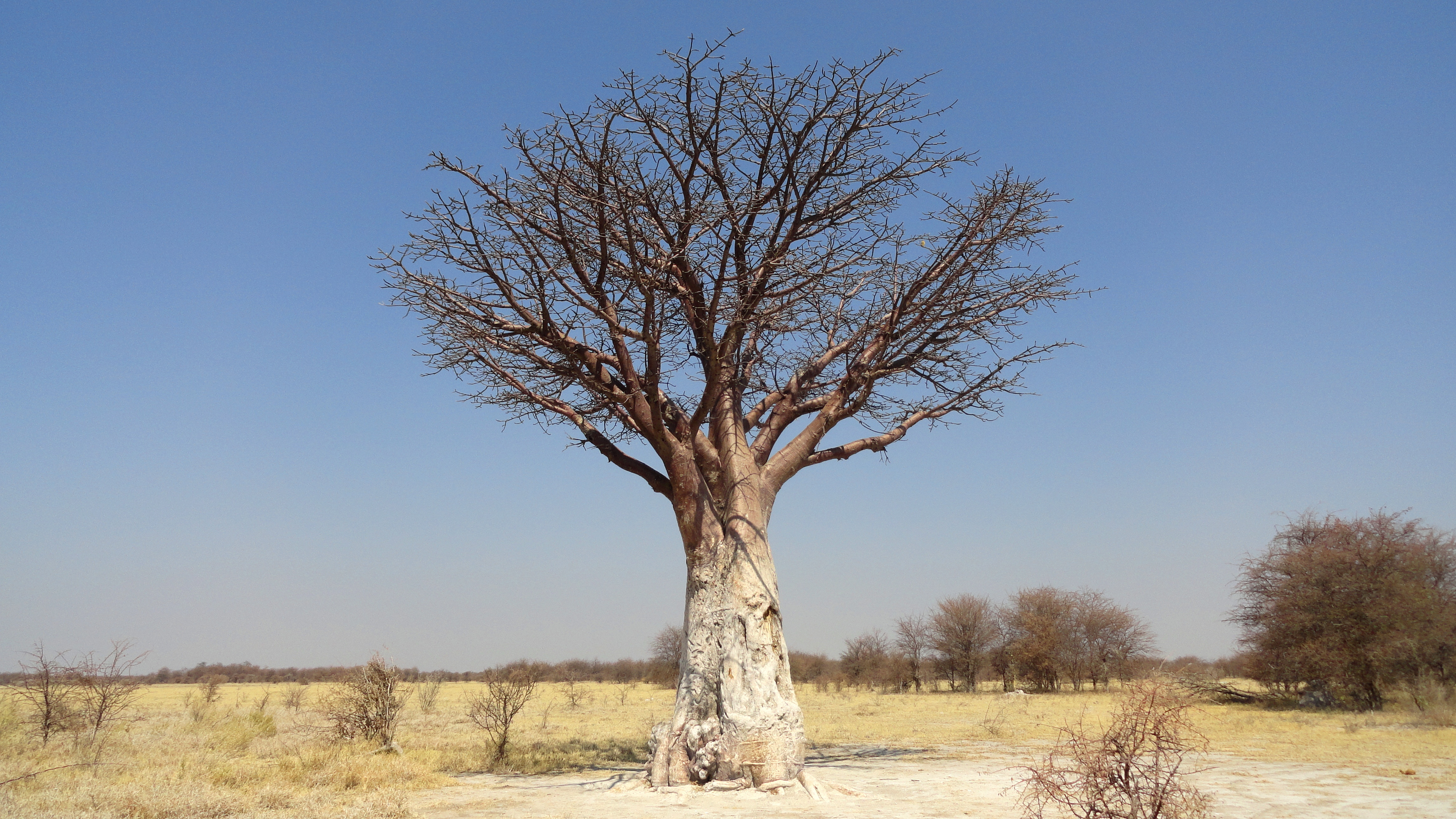
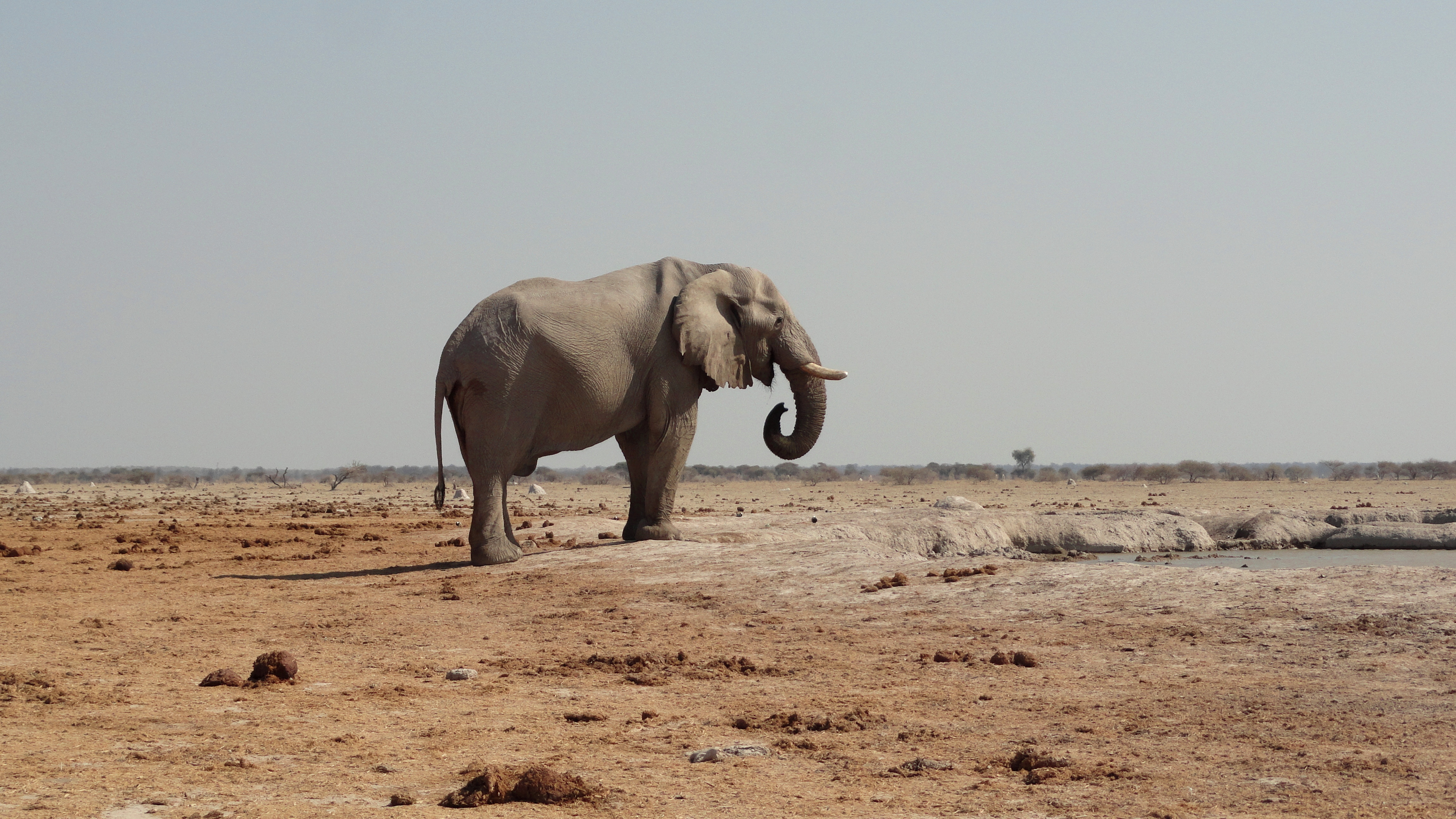
Olifant in het nationaal park
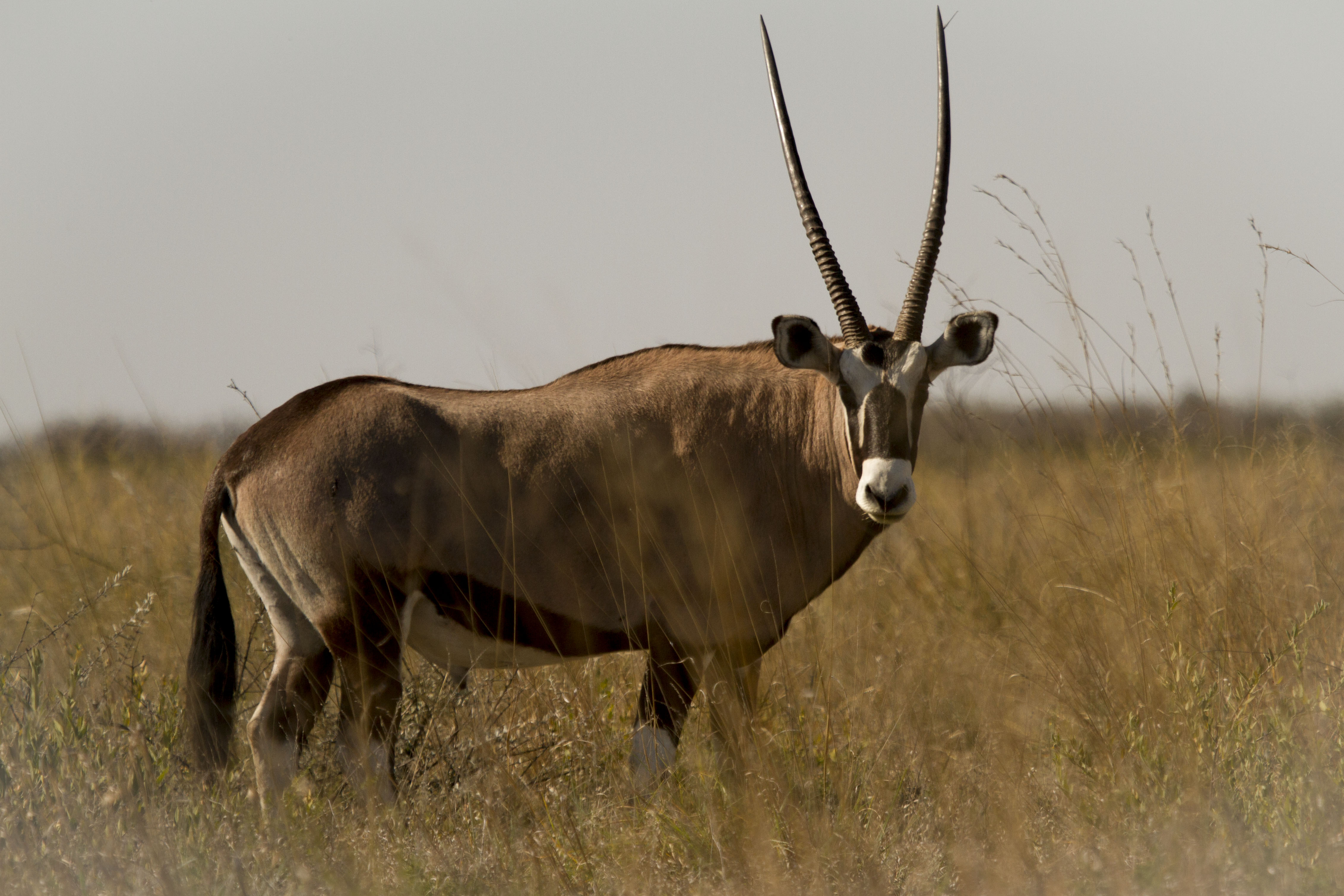
Gemsbok in het park